# Crassula dichotoma
Crassula dichotoma (лат.) — вид растений рода Толстянка (Crassula) семейства Толстянковые (Crassulaceae), естественно произрастающий на территории Капской провинции Южно-Африканской Республики.

## Название
Родовое латинское название Crassula происходит от латинского слова crassus, — «толстый», в основном из-за присутствия у растений этого рода сочных листьев.
Видовой латинский эпитет dichotoma (dichotomus) происходит от лат. dichotomous — «деление по парам». Эпитет использован из-за случайного, по-видимому, дихотомического ветвления.

## Ботаническое описание
Однолетние растения характеризуются прямостоячими проволочными стеблями, достигающими длины до 20 см, обычно редко разветвленными. Листья обратнояйцевидные, варьирующие от эллиптических до линейных, иногда ланцетных, размерами 5-12 (-18) х 1-6 (-10) мм. Они могут быть как острыми, так и тупыми, сжатыми в дорзивентральном направлении, иногда немного цимбивидными, слегка мясистыми и зеленого цвета.
Соцветие обычно представлено одним верхушечным тирсом. Чашечка состоит из долей, эллиптически-ланцетных, длиной 4-6 мм, тупых, мясистых, зеленых, часто с отогнутыми вершинами. Венчик воронкообразный, сросшийся у основания, длиной 2,5-4 мм, оттенка от желтого до оранжевого, иногда с более глубокими пятнами в зеве трубки; доли яйцевидные, размером (7-)8-12(-20) мм, от тупых до острых, без дорсального придатка, загнуты назад. Тычинки с желтыми пыльниками. Чешуйки узко-продолговатые, размерами 0,6-1,3х0,1-0,3 мм, усеченные или слегка закругленные, книзу едва перетянутые, мясистые и желтого цвета. Стиль тонкий, с терминальным рыльцем.

## Распространение и экология
Встречается в районе от Конкордии до Хансбая, а также от Намакваленда до Агульяса, простираясь на юго-западе Капской провинции от района Спрингбока до Капского полуострова.

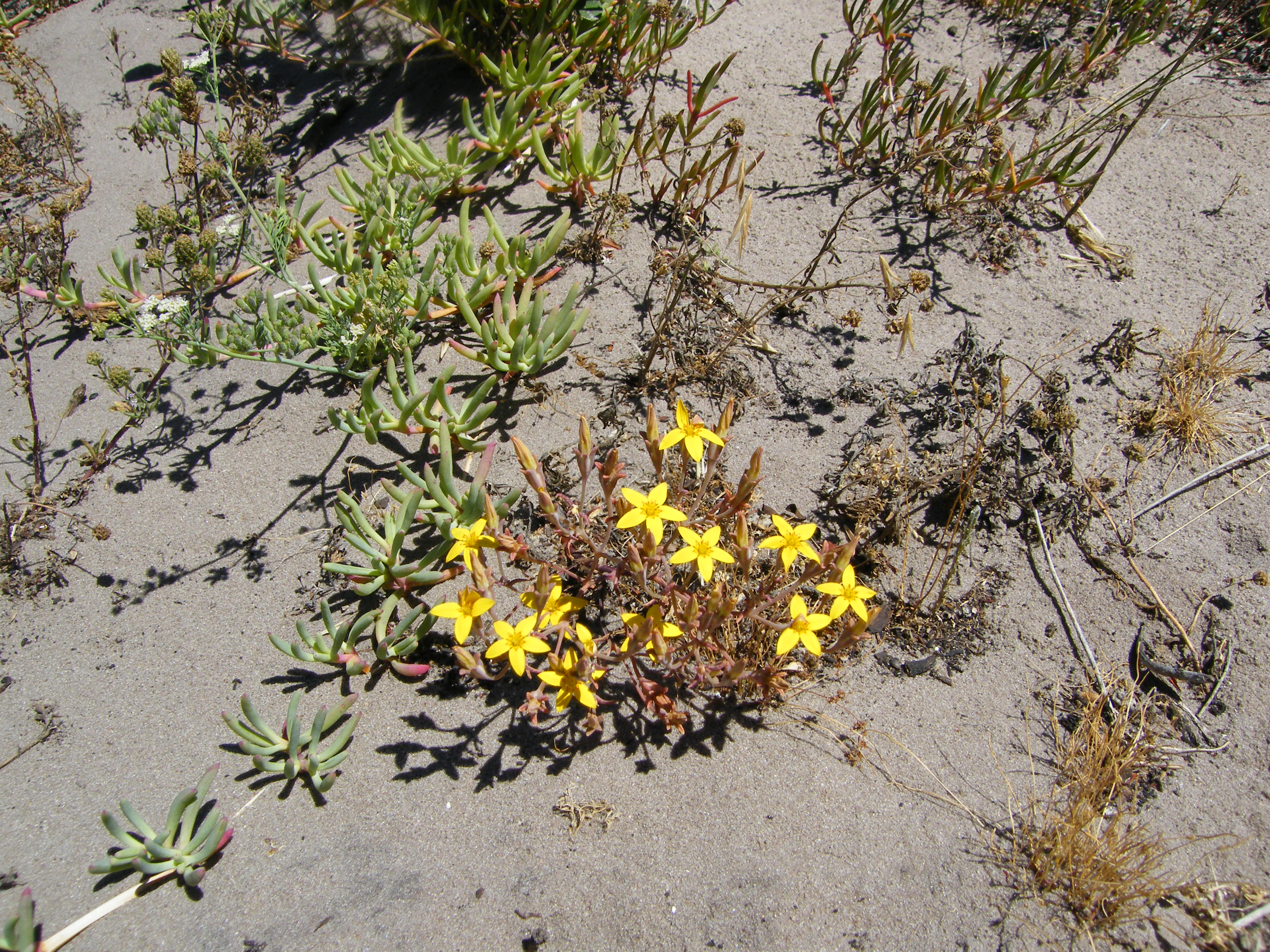
Среди других растений

Растет обычно на песчаной почве в открытых пространствах между другими растениями, преимущественно на песчаных равнинах.
Размер растения, количество цветков и их размер значительно изменчивы в зависимости от условий окружающей среды. Кроме того, наблюдаются некоторые местные различия в окраске лепестков, которая может варьироваться от чисто желтого до более или менее оранжевого в горле и цветочной трубке. Раскидистые доли редко полностью оранжевые, и даже в пределах одной популяции часто встречаются заметные вариации.

## Таксономия
Crassula dichotoma L., первое упоминание в Pl. Rar. Afr.: 9 (1760).

### Синонимы
Гомотипные (основанные на одном и том же номенклатурном типе):
- Vauanthes dichotoma (L.) Kuntze

Гетеротипные (основанные на разных номенклатурных типах):
- Crassula chlorifolia (DC.) D.Dietr.
- Crassula gentianoides Lam.
- Crassula retroflexa Thunb.
- Grammanthes caesia E.Mey. ex Harv. & Sond.
- Grammanthes chloriflora DC.
- Grammanthes flava E.Mey. ex Harv. & Sond.
- Grammanthes gentianoides (Lam.) DC.
- Grammanthes retroflexa Sweet
- Vauanthes chloriflora Haw.